# Giovanni Ciarpaglini
Giovanni Ciarpaglini (Montiano, 23 febbraio 1899 – Arezzo, 8 febbraio 1953) è stato un politico, antifascista e partigiano italiano.

## Biografia
Nato nel 1899 a Montiano, presso Grosseto, aderì al socialismo nel 1919 e militò nel Partito Comunista Italiano sin dalla sua fondazione nel 1921. Minatore, prese parte alle lotte sindacali nella provincia di Grosseto, finendo arrestato e processato dopo uno scontro con i fascisti a Castelnuovo dei Sabbioni. Fu liberato il 17 giugno 1926 e continuò la sua attività clandestina nel Soccorso Rosso. Perseguitato dal regime fascista, emigrò in Francia nel 1928, salvo poi tornare in Italia quattro anni dopo, dove riprese la sua attività clandestina come dirigente comunista nel Valdarno.
Il 4 luglio 1932 fu nuovamente arrestato e destinato al confino, prima a Ponza e poi a Ventotene. Liberato il 29 settembre 1938, dopo la deposizione di Mussolini nel luglio 1943 tornò a operare nella provincia di Arezzo come segretario della federazione comunista, prendendo poi parte alla Resistenza e alla fondazione del locale Comitato di Liberazione Nazionale.
Nel 1947 lasciò il suo ruolo di segretario della federazione comunista di Arezzo per assumere la carica di presidente della deputazione provinciale. Alle prime elezioni provinciali del 1951 risultò eletto consigliere e venne confermato presidente della giunta.
Morì ad Arezzo l'8 febbraio 1953.